# من دیوانه تو هستم
من دیوانه تو هستم (عشق من دوست من) ترانه ای (آلبوم چندآهنگه) است از ماری لافوره خواننده فرانسوی که در سال ۱۹۶۷ منتشر گردید. این ترانه توسط ای ایزولا و چ. فارل نوشته شده‌است.

## فهرست ترانه‌ها
- عشق من دوست من
- سباستین
- من دیوانه تو هستم
- روستای من در زیر آب